# مقصدهای پروازی آل نیپون ایرویز
مقصدهای پروازی آل نیپون ایرویز به شرح زیر است:
|  | قطب         |
|  | مسیرهای آتی |
|  | فصلی        |